# スミツキザメ
スミツキザメ（墨付鮫、学名：Carcharhinus tjutjot）はメジロザメ属に属するサメ。かつてはこの和名に対応する学名は Carcharhinus dussumieri であったが、2014年に変更されたため、以下の情報は古くなっている可能性がある。

## 特徴
全長1.2 m。平均的には1 m に満たない。メジロザメ属の中では小型種である。背側の体色は黒色もしくは褐色がかった灰色で、腹側に行くにつれて白色になる。第二背鰭に黒色斑がある。
太平洋からインド洋にかけて、日本、オーストラリア、東南アジアからペルシア湾、紅海までの沿岸域に生息する。小魚や頭足類、甲殻類を主に餌とする。胎生である。
稀少種ではないが、その生態はあまり知られていない。

## 水族館
葛西臨海水族園（東京都）の入り口すぐの水槽「大洋の航海者」にて展示されている。